# Diederich Meier (Politiker, 1748)
Diederich Meier (* 18. Februar 1748 in Bremen; † 2. Dezember 1802 ebenda) war ein deutscher Jurist, Bremer Ratsherr und Bremer Bürgermeister.

## Biografie
Meier war der Sohn eines Sekretärs beim Bremer Obergericht. Er war verheiratet mit Amelia Smidt, Tochter von Bürgermeister Diederich Smidt (1711–1787). Beide hatten neun Kinder, darunter Bürgermeister Diederich Meier.
Er absolvierte ein Gymnasium in Hanau und ab 1765 das Gymnasium Illustre in Bremen. Nach dem Abitur studierte er ab 1767 Rechtswissenschaften an der Universität Marburg und promovierte 1771 zum Dr. jur.
1773 wurde er im Bremer Rat Ratsherr in Bremen. Vom 19. Dezember 1794 bis zum 2. Dezember 1802 war er als Nachfolger von Daniel Tindemann Bremer Bürgermeister; ihm folgte Liborius Diederich Post in das Amt. 